# 야타의 거울

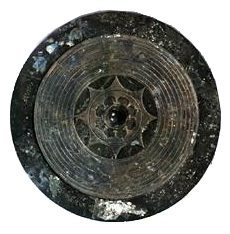

야타의 거울(일본어: 八咫鏡 야타노카가미[*])은 삼종신기 중 하나이다.
《고사기》에는 팔척경(일본어: 八尺鏡 야타카가미[*])이라고 기록되어 있으며, 다카마가하라의 800만 신들이 하늘의 강에 모여 경석(일본어: 堅石 가타시하[*])을 모루로 삼아 금산(金山)의 철을 이용해 만들었다고 되어 있다.
《일본서기》에는 마후쓰의 거울(일본어: 真経津鏡 마후쓰노 카가미[*])이라는 다른 이름이 기록되어 있다.